# Flughafen Kahului

i7
i11
i13
Der Flughafen Kahului (IATA-Code: OGG, ICAO-Code: PHOG) ist ein Regionalflughafen des Staates von Hawaii. Er liegt fünf Kilometer östlich von Kahului, auf der Insel Maui am Fuße des Berges Haleakala. 
Die meisten Flüge erreichen Kahului Airport aus Honolulu. Die Verbindung zwischen Kahului und Honolulu gehört zu den verkehrsreichsten der USA. 2004 kam sie mit 1.632.000 Passagieren auf Rang 13 aller Flugverbindungen.

## Geschichte
Nach dem Eintritt der Vereinigten Staaten in den Zweiten Weltkrieg entschied die United States Navy, neben dem Flughafen in Puʻunēnē einen weiteren Flugplatz auf Maui zu errichten. 1942 wurden hierzu 1341 Acre Land bei Kahului erworben und eine Naval Air Station errichtet.
Ab 1947 gab es bei der Hawaii Aeronautics Commission Pläne, den zivilen Flugbetrieb von Puunene nach Kahului zu verlegen. Im Dezember 1947 wurde der Flughafen Kahului dazu von der Navy an das Hawaii-Territorium übertragen. Konkrete Vorbereitungen, darunter der Bau eines Empfangsgebäudes, begannen im Mai 1951 und im Juni 1952 begann der planmäßige zivile Flugbetrieb in Kahului mit Linienverbindungen durch Hawaiian Airlines und Trans-Pacific Airlines.
In den folgenden Jahren wurde der Flughafen Kahului Zug um Zug erweitert: Ein neuer Tower 1958, ein neues Empfangsgebäude 1965, ein Zaun um den Sicherheitsbereich 1974. Ab 1975 wurde Kahului vom amerikanischen Festland durch Charterfluggesellschaften angeflogen, ab 1983 auch mit Linienflügen.
1985 begannen umfangreiche Bauarbeiten am Flughafen, im Zuge derer 1987 ein eigenes Commuter Terminal (Pendler-Terminal) für Flugzeuge bis zur Größe einer DHC-6 Twin Otter und 1990 ein neues Terminal für größeres Fluggerät eröffnet wurden. Im alten Empfangsgebäude ist seit 1991 die Gepäckausgabe untergebracht.
Der internationale Flughafencode ist eine Erinnerung an den Flugpionier Bertram J. Hogg. Dieser arbeitete maßgeblich an der Entwicklung der hawaiischen Fluglinien mit, angefangen mit einer Sikorsky S-38 für acht Passagiere bis zu den Douglas DC-3 und DC-9 in den späten 1960er Jahren. Als die Civil Aeronautics Administration (heute FAA) ihm zu Ehren 1957 zwei Alternativen anbot, HOG oder OGG, entschied Hogg sich für letztere.

## Besonderheiten
Der Flughafen befindet sich in einem Tal zwischen zwei hohen Vulkanen. Ganzjährig herrschende Passatwinde werden dadurch kanalisiert und verstärkt und sorgen für einen konstanten und starken Wind aus nordöstlicher Richtung (üblich aus 50–60 Grad) mit bis zu 70 km/h. Da die lokalen Gegebenheiten es nicht zuließen, die Pisten in Hauptwindrichtung zu bauen, gestaltet sich eine Landung insbesondere auf Piste 20 häufig schwierig aufgrund der starken Seitenwinde und ist oft mit starken Turbulenzen verbunden.
Die Piste 05 ist zwar dahingehend deutlich einfacher, jedoch mit ca. 1500 m zu kurz für größere Verkehrsflugzeuge. Sie wird deswegen hauptsächlich für kleinere und langsamere Flugzeuge verwendet.

## Zwischenfälle
- Am 27. Mai 1949 entstand an einer Curtiss C-46F-1-CU Commando der US-amerikanischen Trans-Air Hawaii (Luftfahrzeugkennzeichen N5615V) ein Brand im Triebwerk Nr. 2 (rechts). Da die Feuerlöschanlage zu spät aktiviert wurde, konnte das Feuer sich über das Brandschott hinaus ausdehnen und den Hauptholm angreifen. Als das Fahrwerk im Anflug auf den Flughafen Kahulu ausgefahren wurde, riss das Triebwerk ab und die Tragfläche brach, woraufhin die Maschine abstürzte. Der Brand des Motors Nr. 2 war durch einen Ausfall des Zylinders Nr. 8 verursacht worden, gefolgt von einem Ölfeuer. Beide Piloten, die einzigen Insassen auf dem Flug, kamen ums Leben.[6]

- Am 29. Juni 1983 fielen an einer Douglas DC-4/C-54G-10-DO der US-amerikanischen Pacific Air Express (N300JT) im Anflug auf den Flughafen Kahului in 240 Meter Höhe alle vier Triebwerke fast gleichzeitig aus. Die Maschine machte eine Bauchlandung in einem Zuckerrohrfeld, knapp 1900 Meter vor der Landebahn und 1800 Meter rechts von der Anfluggrundlinie. Ursache war Vergaservereisung. Die drei Besatzungsmitglieder, einzige Insassen auf dem Frachtflug, überlebten den Unfall. Das Flugzeug wurde irreparabel beschädigt.[7]